# پالایکیترو
پالایکیترو (به لاتین: Palaikythro) یک منطقهٔ مسکونی در قبرس شمالی است که در ناحیه لفکوشا واقع شده‌است.